# Goli otok

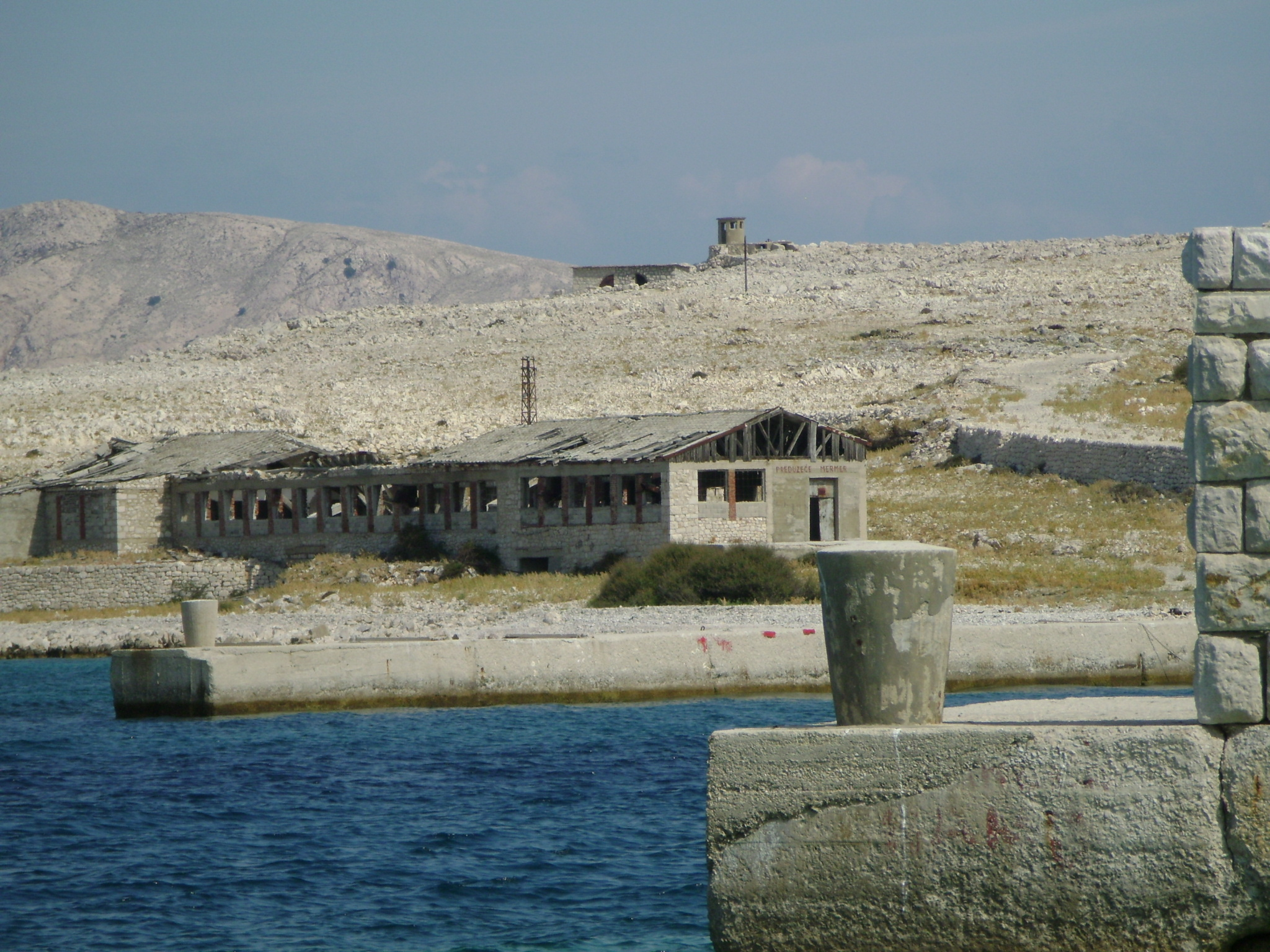
Pohled na ostrov.

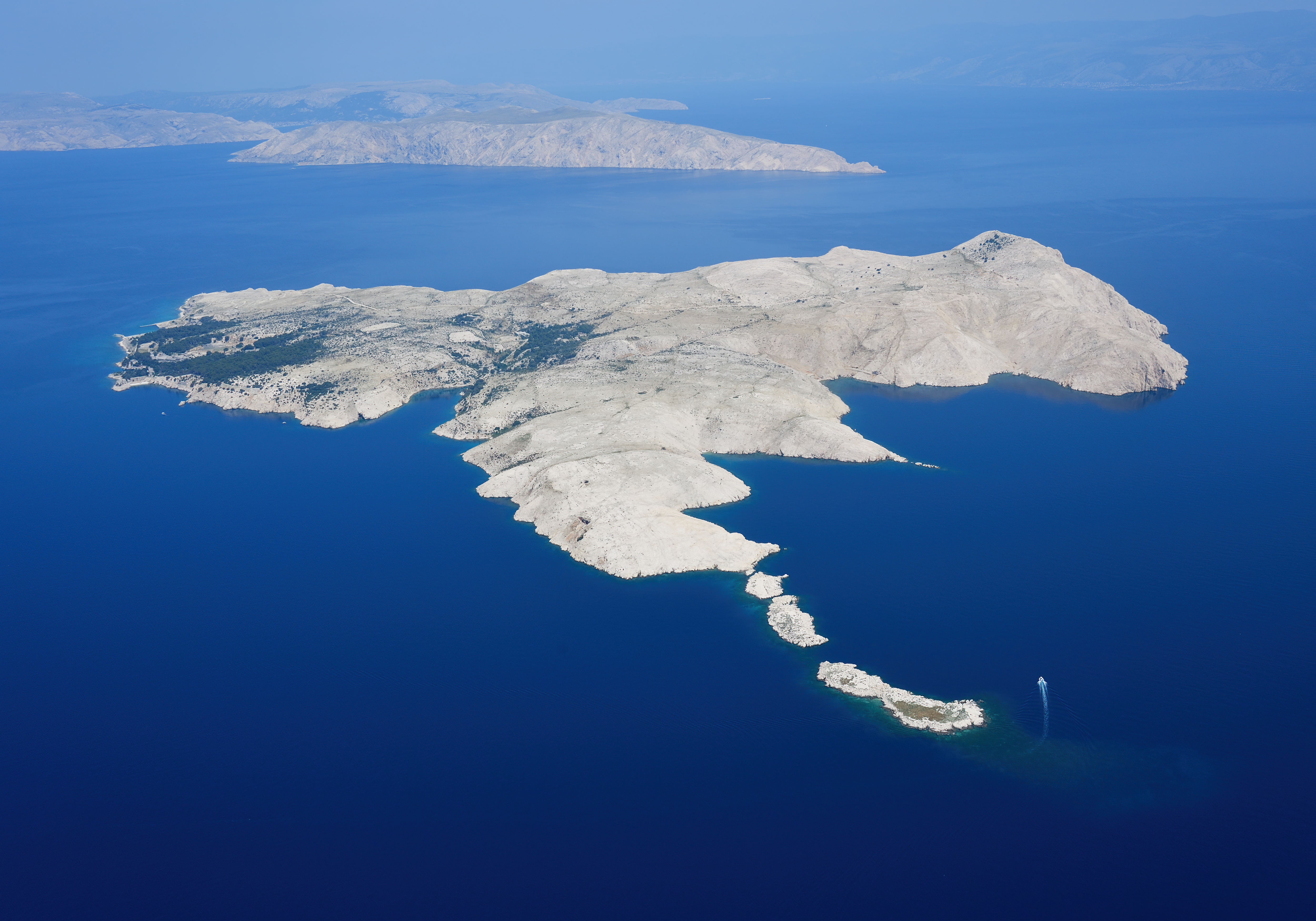
Letecký pohled.

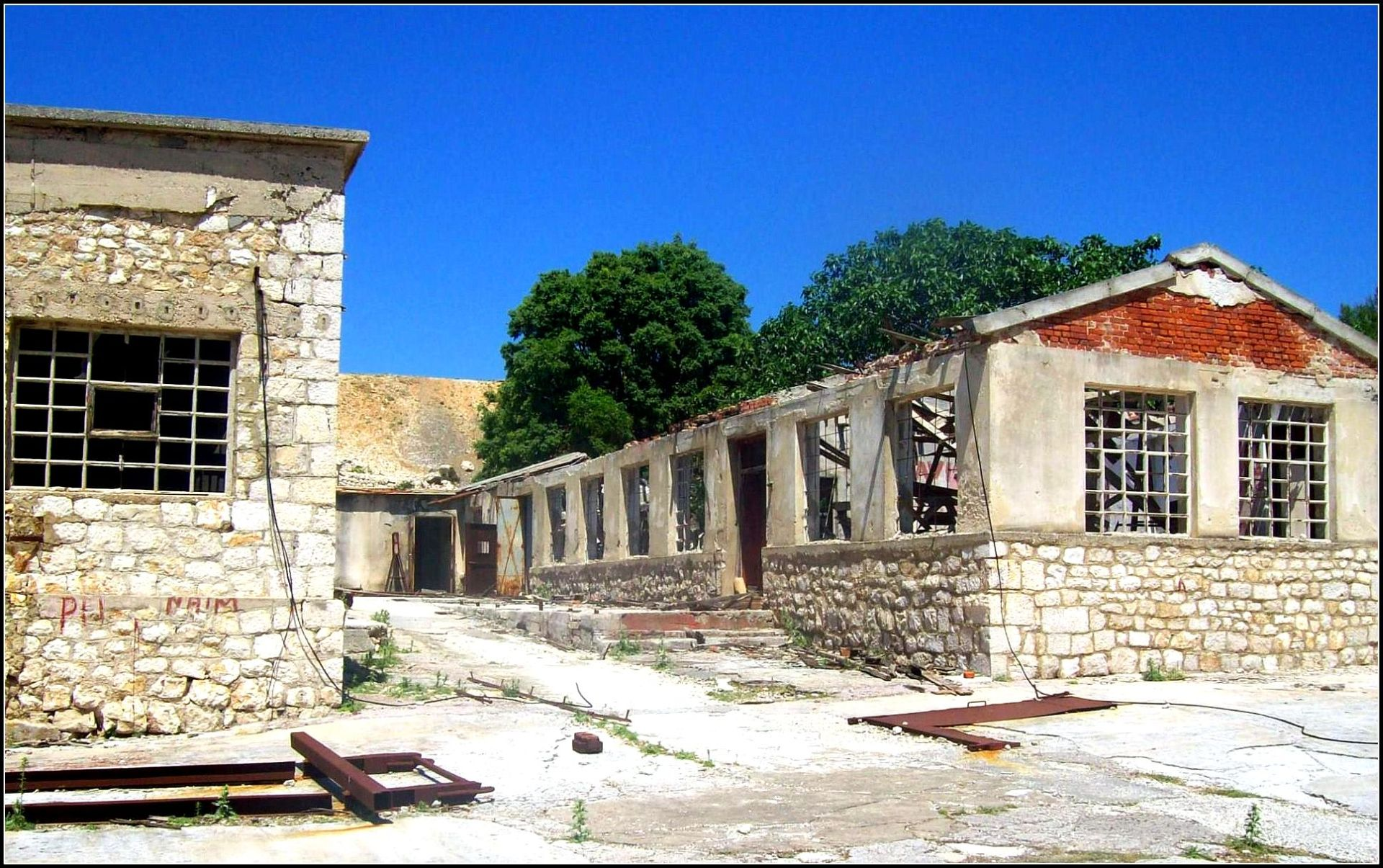
Baráky, ve kterých pobývali vězni.

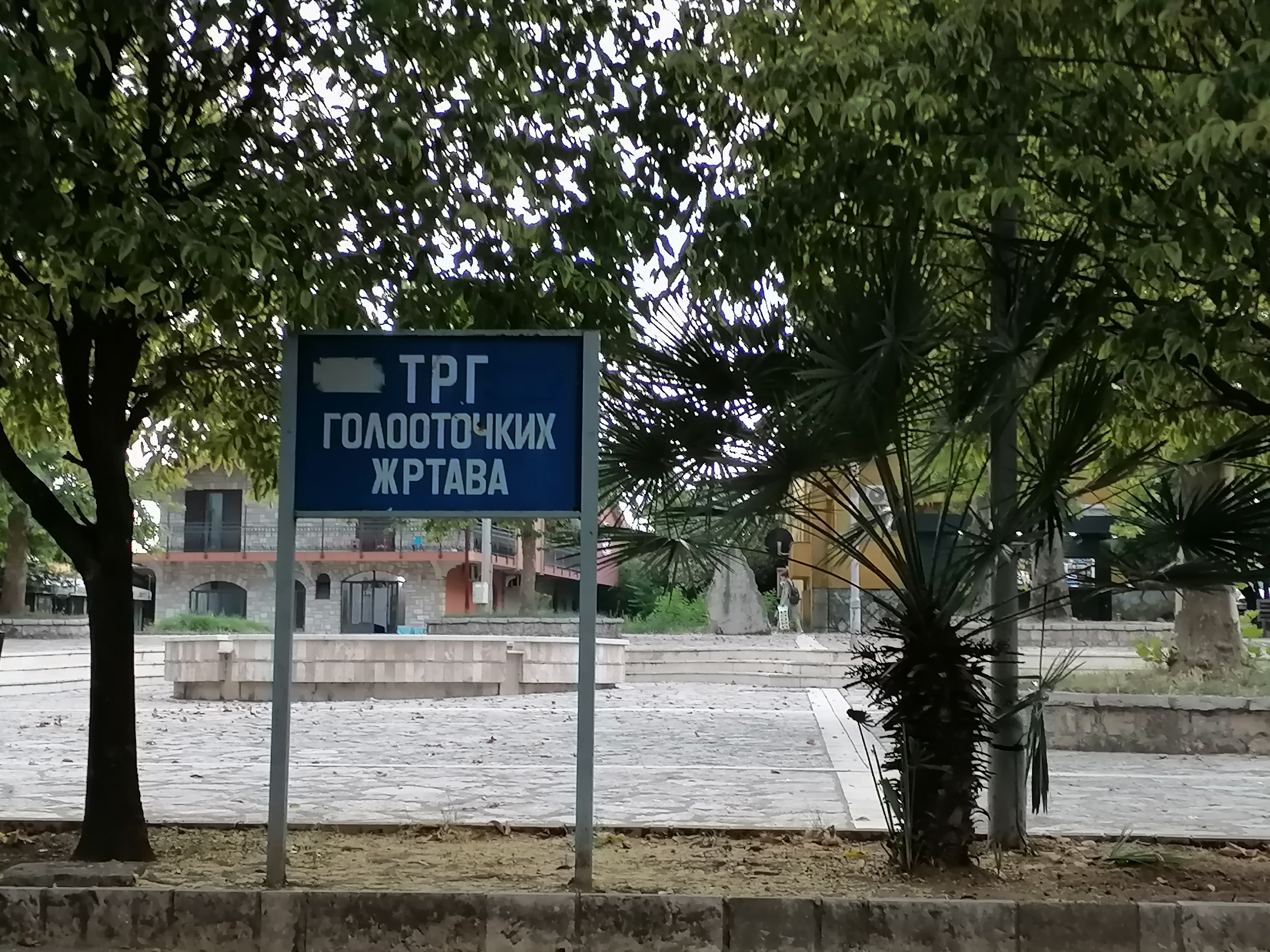
Náměstí obětí Golého otoku v Danilovgradu v Černé Hoře.

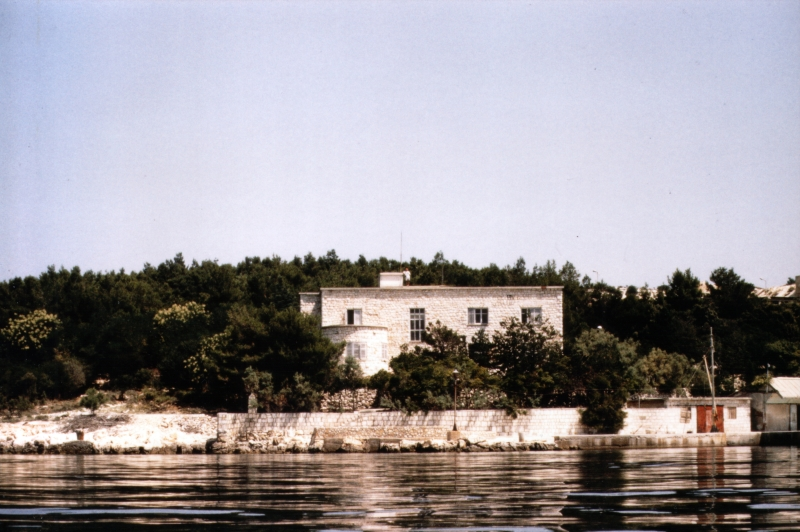
Pohled na ostrov v roce 1991.

Goli otok (italsky Isola Calva) je chorvatský ostrov v Jaderském moři.

## Název
Název doslova zmanená Holý ostrov, odkazující na skutečnost, že na něm neroste vůbec žádná vegetace.

## Poloha a přírodní poměry
Ostrov leží jihovýchodní částí Kvarnerského zálivu severovýchodně od ostrova Rab. Je součástí občiny Lopar. Ostrov je nepravidelného víceméně západo-východního tvaru o délce cca 3 km ve směru západ-východ a 2,4 km ve směru sever-jih. Rozloha ostrova činí 4,53 km², délka pobřeží 14,297 km a nejvyšší vrchol leží 227 metrů nad mořem.
Břehy ostrova se prudce zvedají, případně je tvoří strmé skály. Z jižní strany ostrova se nachází několik zálivů (Melna, Mala Tetina, Tetina, Vela Draga, Mala Draga, Mala Senjska, Vela Senjska a Markonj).
Pouze v západní, resp. jihozápadní části ostrova se nachází menší množství vegetace, jinak je ostrov pustý, resp. holý, což reflektuje již jeho název.

## Historie
Ostrov byl až do první světové války v podstatě pustý a neosídlený. Občas zde byla vyháněna stáda ovcí. Na ostrově se nacházely nicméně otevřené nádrže pro vodu a přístřešky pro pastýře.
Po první světové válce ostrov převzali Italové, kteří se na něm pokoušeli těžit bauxit. Nápad se ale ukázal být nerentabilní. Následně zde podnikatel z Brinje jménem Rade Vuković opět provozoval ovčí farmu. V roce 1939 připravoval generál jugoslávské armády Dušan Simović plány na zřízení tábora pro komunisty (komunistická strana byla v zemi nelegální), nicméně nic z toho nebylo kvůli válce uskutečněno.
Po druhé světové válce se zde nacházel tábor, po jeho uzavření místo využívají chovatelé dobytka. Tábor je také významným historickým místem a je navštěvován turisty.

## Vězeňský tábor
Již v období první světové války byli na ostrově drženi ruští váleční zajatci. V průběhu druhé světové války zde Německo a Itálie udržovaly vojenskou posádku a na ostrově byl umístěn vězeňský tábor. Podobné využití měl ostrov i po skončení války. Jugoslávský stát ostrov vyvlastnil.
V roce 1948 zde byl zřízen vězeňský tábor. Potřeba pro jeho existenci byla urgentní především po roztržce mezi Titem a Stalinem a potřebě likvidace politických odpůrců tehdejšího jugoslávského režimu. Byl uplatněn sovětský systém izolace Titových odpůrců Cílem měla být jejich převýchova a návrat do Svazu komunistů. Lokalita byla vybrána tak, aby byla co nejdále od východní hranice a byla nejvzdálenější od Sovětského svazu v případě možné intervence.
Následně sem byli v následujících letech kromě kriminálních delikventů umisťování i političtí odpůrci režimu, stoupenci jak demokratických změn, tak stalinismu, ale i fašisté a ustašovci. Mezi vězni byli i známí zástupci jugoslávské inteligence (například politici, filosofové, lingvisté - výhradně muži). Tábor byl uspořádán do vícero oddělených a samostatně střežených lokalit. Nejtěžší případy končily v táboře Petrova rupa (česky Petrova díra).
Výstavba areálu tábora byla zahájena v roce 1949 a ještě týž rok dokončena. První vězni sem byli přivezeni dne 9. července 1949. Přemístěni sem byli lidé z lepoglavské věznice ve Slovinsku. Nejtěžší případy pracovali na místě zvaném Manastir, kde se věnovali těžbě kamene. Ženy byly v té době umístěny ve speciálním táboře. V roce 1951 navštívil tábor Aleksandar Ranković a následně se rozhodl zlepšit podmínky. Roku 1954 došlo k zmírnění podmínek v táboře; byly povoleny i návštěvy a zasílání balíčků. V roce 1956 i v souvislosti s podpisem tzv. Bělehradské deklarace odsud byli odvezeni političtí vězni a zůstali zde pouze těžčí zločinci nebo delikventi.
Na počátku 50. let vedl tábor černohorský komunista Veselin Bulatović. V roce 1966 byl po aféře odposlouchávání Josipa Broze Tita spolu s Rankovićem odvolán ze své funkce i tehdejší ředitel tábora Slavko Barta. V roce 1981 byl ředitelem tábora Anton Silić.
V roce 1982 začal osudy vězňů z konce 40. a začátku 50. let 20. století mapovat bělehradský časopis NIN. Do povědomí jugoslávské veřejnosti se tak dostaly brutální metody, které používali tehdejší vyšetřovatelé proti sympatizantům Josifa Stalina v období rozkolu mezi Stalinem a Titem.
V roce 1988 byl tábor opuštěn. Po rozpadu Jugoslávie se stal historicky významným místem.

### Podmínky v táboře
Vězni byli přepravováni na ostrov lodí z Rijeky. Transporty vězňů probíhaly bez jídla a bez míst v dobytčích vagonech, které byly z vnitrozemí přivezeny vlakem do přístavu Bakar. Odtud je se svázanýma rukama a nohama odvezli lodí na ostrov, což trvalo 5 až 6 hodin podle počasí a vynášelo se i za silných bouří. Po dopravení na ostrov byli vězni zbiti dozorci. Mezi metody mučení patřil tzv. "špalír" nebo "topli zec", kdy nový vězeň procházel mezi staršími a ti jej bili nebo po něm plivali. Trestanci se mnohdy znali (z druhé světové války) s některými z dozorců. Vězni byli nuceni zpívat oslavné písně na počest Josipa Broze Tita. Naprostá většina vězňů pracovala v některém ze tří průmyslových provozů: v kovovýrobě (části strojů, komponenty pro loděnice aj.), v dřevovýrobě (mj. nábytek pro export dodávaný i do USA a Kanady) a v kamenolomu (opracovávání kvalitního kamene). Vězňové byli biti a ponižováni. Mezi metody mučení na Golém otoku patřilo např. topení hlav vězňů v záchodových mísách, omotávání drátů kolem krku, čí bití kamenem do zad.
Pracovní doba trvala 8 hodin, dobří pracovníci byli odměňováni a mohli být navštěvováni příbuznými. Pro návštěvy, které se mohly uskutečnit až jednou měsíčně v trvání od dvou hodin do dvou dnů, byly vyčleněny zvláštní budovy. Vězňové byli hromadně ubytováni ve zvláštních barácích s nepříliš příznivými životním podmínkami, zejména v létě a v zimě. Spali na patrových postelích.
Součástí tohoto prostoru byla i kantýna a pekárna. V táboře se v jednom okamžiku nalézalo kolem 3000 vězňů. Tábor byl uzavřen v roce 1988, později byl změněn na památník a stal se turistickou lokací. Za dobu jeho existence v něm zemřelo asi 400 osob.

### Vězni
Na ostrově bylo uvězněno za dobu jeho existence velké množství lidí. Kromě stalinistů a ustašovců to byli také dělníci, farmáři, intelektuálové, studenti a státní zaměstnanci. Nejtěžší odpůrci Titova režimu zůstali na Golém otoku až do roku 1985. V roce 1963 to bylo podle jugoslávských statistik přes 16 tisíc osob, z toho několik set žen. Okolo čtyř stovek lidí zde zemřelo, téměř tři stovky byli podporovatelé tzv. rezoluce Informbyra (odpůrci Tita ve sporu se Stalinem). Nejvíce vězňů bylo původem z jugoslávské lidové armády, především se jednalo o důstojníky, kteří sem byli posláni vojenským soudem. Pět tisíc lidí zde bylo na základě soudních rozsudků a jedenáct tisíc bez rozhodnutí soudu. Podle národnosti bylo nejvíce vězňů národnosti srbské (vzhledem k největší početnosti Srbů v tehdejší Jugoslávii), dále černohorské (vzhledem k tradičním proruským sympatiím k Rusku v Černé Hoře) a následně byli zastoupeni Chorvati, Makedonci, Slovinci a další. Většin vězňů byla ve věku mezi 20 a 30 lety.
Jednotliví vězni mohli získat status tzv. rehabilitovaných, tj. vězňů, kteří potom získávali např. lehčí práce v kamenolomu apod. Trestem pro neposlušné byl naopak bojkot, kdy s danou osobou nesměl nikdo mluvit. Během volného dne se věnovali sázení borovic, byla přivážena půda, aby byl ostrov zalesněný.

### Utajení
Tábor na Golém otoku byl přísně tajný a ani sami vězni netušili, kde se nacházejí. Kromě policejních a vězeňských složek netušila o internaci vězňů na Golém otoku ani rodina vězněných. Při propouštění na svobodu museli vězni podepsat, že o táboru nebudou nikdy hovořit. Tábor spravoval na rozkaz Aleksandra Rankoviće Slobodan Krstić.
Tábor se nesměl označovat jako tábor, jeho krycí název byl mermer (doslova mramor) nebo mramorový ostrov.

### Známí vězni
V uvedeném táboře pobývali následující osobnosti:
- Šaban Bajramović – srbský hudebník romského původu
- Dragotin Gustinčič – politik a publicista
- Cene Logar – filozof
- Božo Kobe – pravník a pedagog
- Mirko Košir – chemik, komunista v období meziválečné Jugoslávie
- Vilibald Konte – důlní inženýr
- Vlado Dapčević[4] – černohorský partyzán
- Vlado Dijak – bosenský spisovatel
- Tine Logar – filolog
- Venko Markovski[19] – makedonský spisovatel
- Vlasta Velisavljević[4] – srbský herec
- Alfred Pal – chorvatský malíř
- Panko Brašnarov[20][19] – makedonský politik

### Tábor v liteřatuře a umění
V roce 1960 vyšla v komunistické Albánii německy psaná brožura, která se podrobně zabývala táborem a mučením na Golém otoku a mimo jiné i dalšími tábory v zemi.
Chorvatský novinář Bruno Bušić vydal ve Spojených státech v roce 1976 knihu „Souostroví UDBA: vězeňský teror v Chorvatsku“. Téma ostrova se objevovalo obecně v literatuře jugoslávských emigrantů, kteří vydávali mimo svoji vlast. Vydána byla početná literatura zahrnující svědectví těch, kteří trest v tomto táboře přežili.
Ostrov si v různých ukázkách exilové literatury vysloužil přízviska jako Titova Havaj, Titův gulag nebo Titův koncentrák.
Ostrov zmiňuje v jedné své písni také i bosenská skupina Dubioza kolektiv, v níž se v textu dobovým politikům po rozpadu Jugoslávie zjevil Josip Broz Tito a poslal je do tábora na Golém otoku.